# Gemeinde Cirkulane

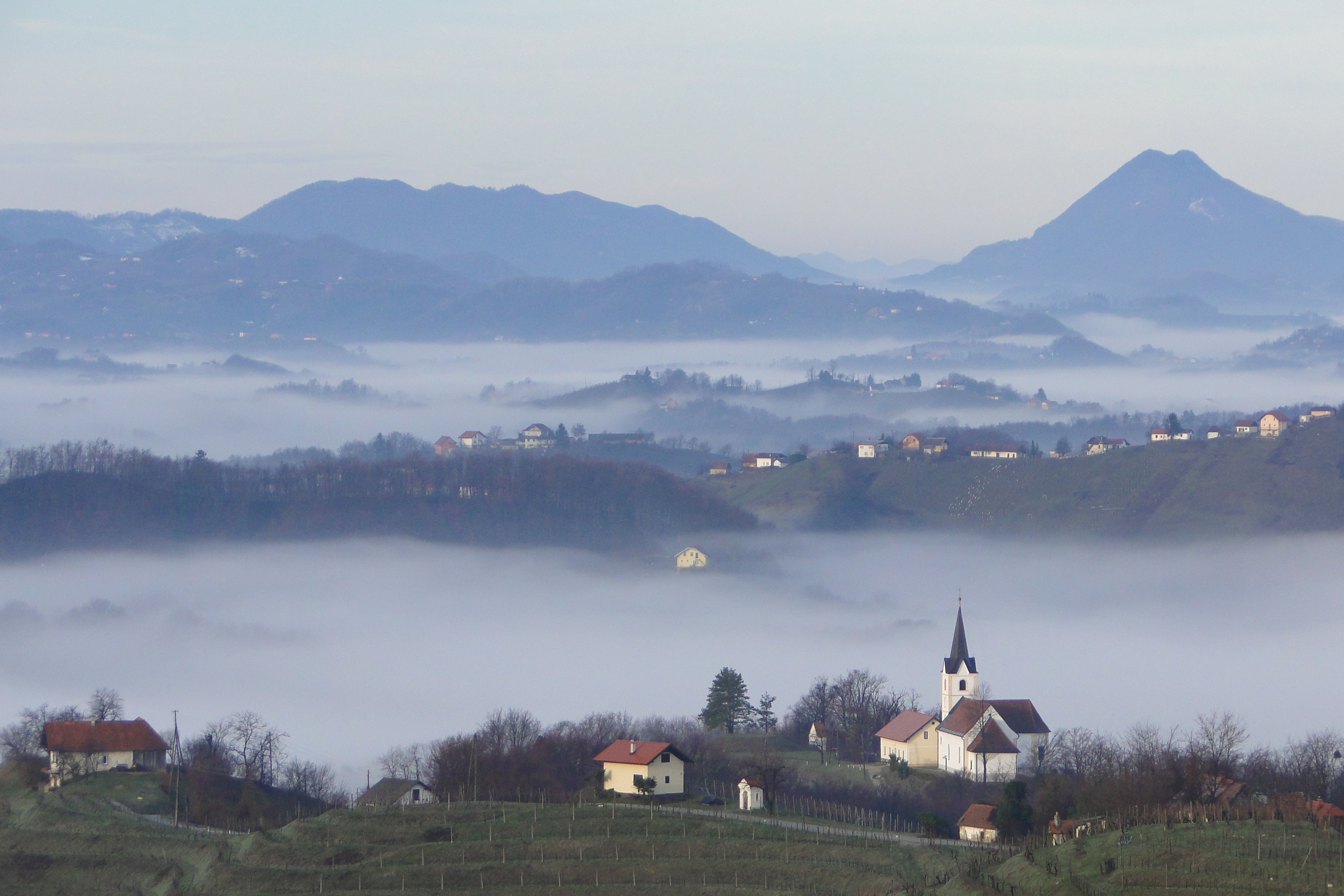
Blick auf die Kirche Sankt Anna (Sveta Ana) im Dorf Veliki Vrh.

Cirkulane  (deutsch: auch Zirkulane, älter Ankenstein) ist eine Ortschaft und Gemeinde in Slowenien. Sie liegt in der historischen Landschaft Spodnja Štajerska (Untersteiermark) und in der statistischen Region Podravska.

## Lage
Die Gemeinde Cirkulane liegt vollständig im Weinanbaugebiet Haloze (Kollos) zwischen dem Fluss Drau (Drava) im Norden und der Grenze zu Kroatien im Süden. Die nächsten größeren Städte sind das 13 km entfernte Ptuj im Nordwesten und das 27 km entfernte Varaždin im Osten auf kroatischer Seite.

## Ortschaften
Die Gemeinde umfasst 13 Ortschaften. Die deutschen Exonyme in den Klammern wurden bis zum Abtreten des Gebietes an das Königreich der Serben, Kroaten und Slowenen im Jahr 1918 vorwiegend von der deutschsprachigen Bevölkerung verwendet und sind heutzutage größtenteils unüblich:
- Brezovec (Bresovetz)
- Cirkulane (Zirkulane, älter auch Ankenstein), 442
- Dolane (Dollendorf)
- Gradišča (Gradisch)
- Gruškovec (Gruschkovetz)
- Mali Okič (Klein-Okitsch)
- Medribnik (Medriebnigg)
- Meje (Meje)
- Paradiž (Paradeis)
- Pohorje (Pachern)
- Pristava (Pristova)
- Slatina (Slatinberg)
- Veliki Vrh (Grossberg)

## Nachbargemeinden
| Markovci | Markovci                                    | Gorišnica       |
| Videm    | Kompassrose, die auf Nachbargemeinden zeigt | Zavrč           |
| Videm    | Lepoglava (HR)                              | Donja Voća (HR) |

## Geschichte
Am 1. März 2006 wurde Cirkulane eine selbständige Gemeinde. Vorher war sie in die Gemeinde Gorišnica eingegliedert.

## Sehenswürdigkeiten
Sehenswert ist die Burg Anchenstein und die im 12. Jahrhundert erbaute Kirche St. Barbara (Sveta Barbara) mit ihrem 52 Meter hohen Glockenturm.